# Łomy (Góry Choczańskie)
Łomy (słow. Lômy. też: Lomné, 1278 m) – szczyt w Górach Choczańskich w Karpatach Zachodnich na Słowacji.
Masyw Łomów wznosi się w zachodniej części grupy Prosiecznego, pomiędzy górnymi fragmentami dolin: Prosieckiej na wschodzie i Liptowskiej Anny na zachodzie. W kierunku północno-wschodnim od szczytu Łomów zbiega grzbiet z niewybitnym wzniesieniem Grúň (959 m, już w obszarze Rowu Podtatrzańskiego), stanowiący wododział między źródliskami potoków Prosieczanki i Sesterskiego. W kierunku zachodnim wybiega grzbiet ku przełęczy Równe (sedlo Rovné, 1035 m), za którą wznosi się masyw Heliasza (Heliaš). Natomiast na południe od szczytu Łomów opada łagodnie grzbiet ku Czerenowej (Čerenová).
Masyw Łomów budują potężne, mocno pofałdowane kompleksy wapieni i dolomitów płaszczowiny choczańskiej. Wierzchowina góry jest dość rozległa i stosunkowo płaska, natomiast stoki, zwłaszcza te opadające na wschód, ku Dolinie Prosieckiej – strome. Wspomniane wschodnie stoki, praktycznie prawie po sam szczyt, są objęte rezerwatem przyrody „Dolina Prosiecka”.
Przez szczyt Łomów biegnie zielono znakowany szlak turystyczny. Ponieważ wierzchołkowe spłaszczenie góry, kiedyś pokryte rozległą polaną, jest już praktycznie w całości zarośnięte lasem, widoki rozpościerają się jedynie ze skałek w otoczeniu szczytu.

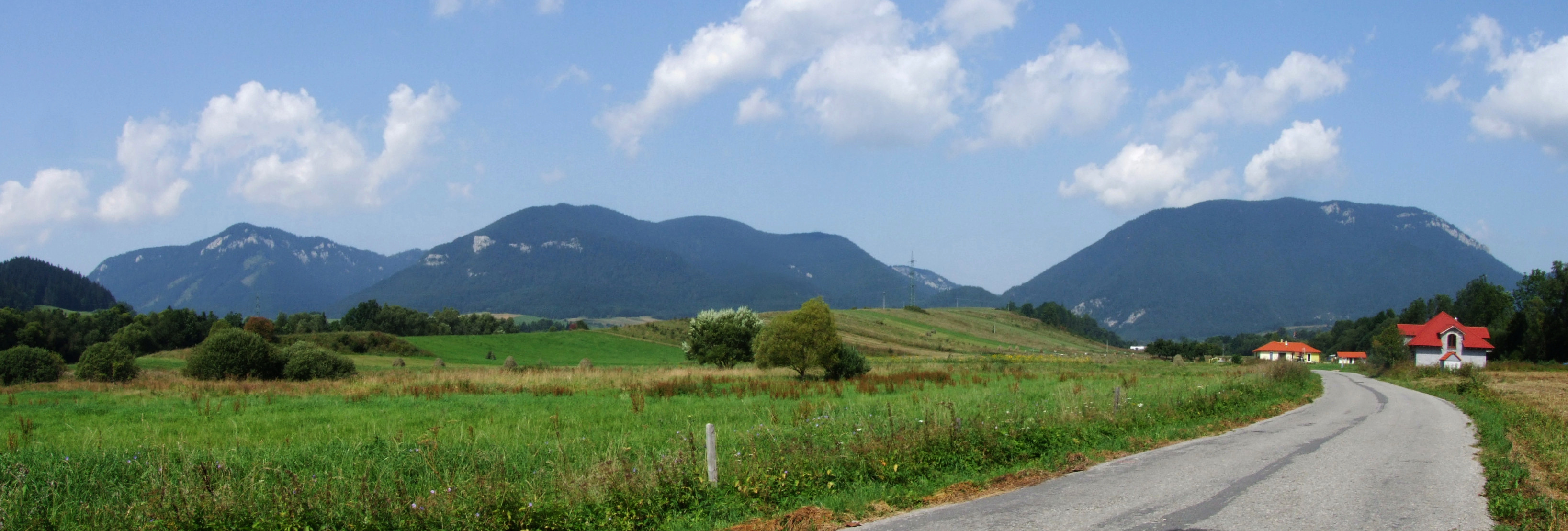
Widok z Prosieka na masyw Łomów i sąsiednie szczyty

## Szlak turystyczny
zielony: Liptovská Anna – Prawnacz – Heliasz – przełęcz Równe – Svorad